# Ladyshave
Een ladyshave is een scheerapparaat dat speciaal is bedoeld voor het scheren van de lichaamsbeharing van vrouwen. Het wordt veelal gebruikt voor het verwijderen van beharing van benen, oksels en bikinilijn.
Het apparaat verschilt daarom van reguliere scheerapparaten omdat het speciaal aangepast aan dit doel: de scheerkop heeft vaak een afgeronde langwerpige vorm zodat het beter te gebruiken valt bij rondingen en bochten. Het scheermechanisme bestaat meestal uit mesjes, gemonteerd op een heen en weer bewegend messenblok onder een folie.
Veel ladyshaves werken op netspanning; deze categorie kan over het algemeen alleen gebruikt worden voor droog scheren. Daarnaast zijn er ook ladyshaves die oplaadbaar, en dus snoerloos en makkelijker mee te nemen zijn. Deze categorie is weer onder te verdelen in ladyshaves voor droog en voor nat scheren.
De meeste exemplaren die gebruikt kunnen worden om nat te scheren kunnen ook gebruikt worden voor droog scheren. Omgekeerd is uit den boze: de droogscherende apparaten mogen niet aan water worden blootgesteld want ze bevatten geen afdichtingen en kunnen door water worden beschadigd. De nat scherende apparaten kunnen bijvoorbeeld gebruikt worden onder de douche of in bad, al dan niet in combinatie met scheerschuim.
Een andere vorm die vaak onder één noemer geplaatst wordt met de ladyshave is een epilator. Het verschil is, dat in het geval van een epilator de haren geëpileerd worden. Veel ladyshaves bieden de mogelijkheid om de scheerkop te verwisselen voor een epilatorkop.